# Morosphaeriaceae
Morosphaeriaceae is een familie van de  Ascomyceten. 

## Geslachten
De familie bestaat uit de volgende geslachten:
- Clypeoloculus
- Helicascus
- Morosphaeria